# Euproctis climax
Euproctis climax är en fjärilsart som beskrevs av Collenette 1947. Euproctis climax ingår i släktet Euproctis och familjen tofsspinnare. Inga underarter finns listade i Catalogue of Life.